# Bolum Heljesgården
Bolum Heljesgården är ett naturreservat i Falköpings kommun i Västergötland.
Reservatet ligger norr om Falköping och avsattes som naturminne 1970 och som naturreservat 2011. Det är 0,6 hektar stort och ligger vid Hornborgasjöns östra strand.

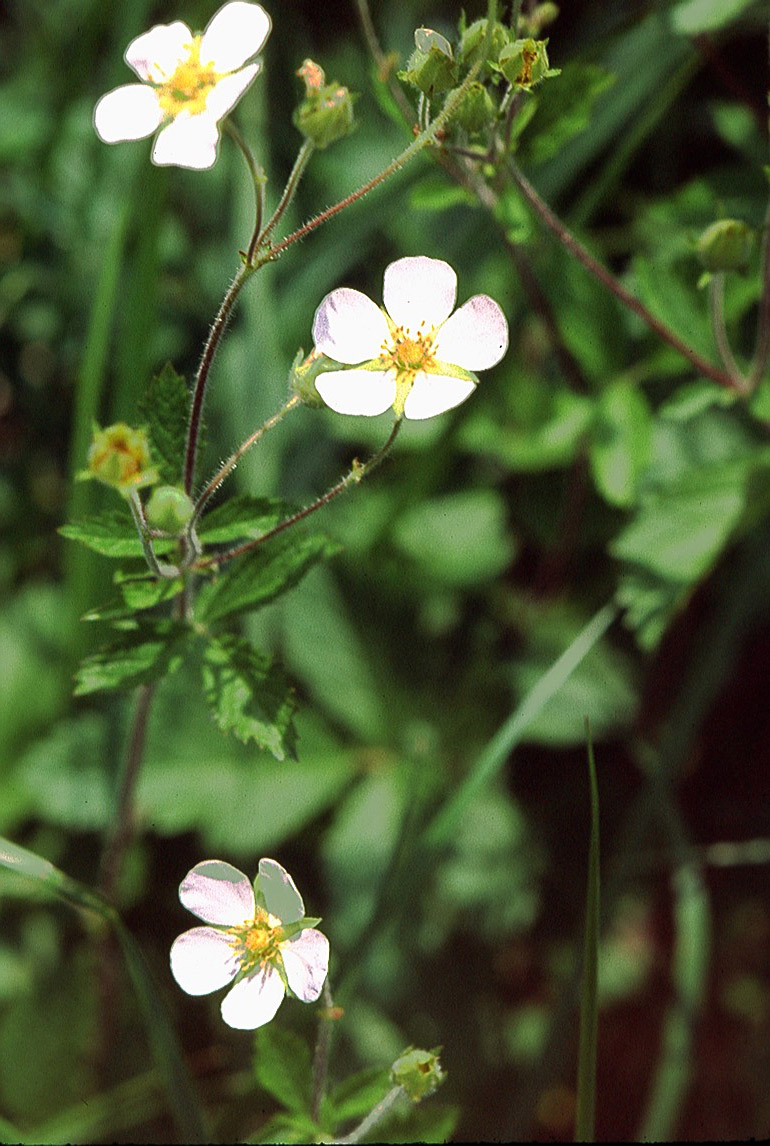
Trollsmultron

År 1961 skänktes denna blomsterrika kulle till Skaraborgs läns naturskyddsförening. Då området fridlystes 1970 var det en lövträdsbevuxen moränrygg. Där växer nu bland annat jungfrulin, trollsmultron, backsippa och sötvedel.
Heljesgården i Bolum är ett museijordbruk i kulturmiljö. Där finns möjlighet att uppleva jord- och skogsbruk som det såg ut vid 1900-talets början.